# New Paris (Pennsylvanie)
Pour les articles homonymes, voir New Paris.
New Paris est un borough situé dans le comté de Bedford en Pennsylvanie aux États-Unis. C'est un petit village qui comptait 180 habitants en 2016 selon le recensement fédéral.   
Une route de ce village a la particularité de former une côte magnétique, une forme recensée d'illusion optique.